# Zygmunt Gordon
Zygmunt Gordon pseud. Żan (ur. 3 stycznia 1904 w Warszawie, zm. 11 października 1942 pod Noworosyjskiem) – działacz komunistyczny, kierownik Centralnej Techniki KPP, sekretarz okręgowy KPP Poznań-Pomorze i KPP Kutno-Włocławek.
Syn księgowego Samuela. W 1914 wyjechał z rodziną do Odessy, a po rewolucji lutowej do Moskwy. 1919 wstąpił w Kirsanowie do Komsomołu, gdzie był sekretarzem technicznym Trybunału Rewolucyjnego. 1921 wrócił do kraju, do 1924 skończył 7 klas gimnazjum w Warszawie. Został zecerem w drukarni. Od 1924 działacz Związku Młodzieży Komunistycznej (ZMK), później KPP. Był kierownikiem kolportażu w warszawskiej i centralnej technice ZMK. 23 VII 1925 aresztowany do 14 IX. Po zwolnieniu powołany do służby wojskowej, służył w 8 baterii 1 pułku artylerii ciężkiej w Modlinie. W wojsku wraz z kilkoma komunistami utworzył komórkę KPP i prowadził komunistyczną agitację wśród żołnierzy. 13 VIII 1927 aresztowany, 10 XII 1928 skazany na 3 lata więzienia z zaliczeniem aresztu prewencyjnego. Po wyjściu z więzienia we Wronkach wrócił do działalności w KPP. W okresie walk frakcyjnych w KPP był zwolennikiem ultralewicowej mniejszości. 1930–1931 funkcjonariusz Centralnego Wydziału Wojskowego przy KC KPP. Działał w województwach: pomorskim, poznańskim i warszawskim, utrzymywał kontakt z organizacjami partyjnymi w jednostkach wojskowych w Rembertowie i Modlinie. Na posiedzeniu Komitetu Wojskowego KPP w Rembertowie wygłosił referat, w którym stwierdził, że w wypadku strajku powszechnego wojsko powinno poprzeć robotników. Władze KPP uznały ten pogląd za lewacki i odwołały Z. Gordona z Centralnego Wydziału Wojskowego i skierowały go do pracy w Komitecie Warszawskim KPP. Według Celiny Budzyńskiej cechował się on w tym okresie „hurra-rewolucyjnością” w poglądach. 1 IX 1931 ponownie aresztowany i 1 X 1932 skazany na 4 lata więzienia i 10 lat utraty praw. Karę odbywał w Więzieniu Centralnym w Warszawie, na Mokotowie i w Pawiaku, a od 1933 w Płocku. Podczas transportu więźniów urządził protest przeciwko zakuwaniu więźniów politycznych w kajdanki, za co został przewieziony do więzienia w Koronowie. W więzieniach organizował zbiorowe i indywidualne zajęcia współwięźniów, był stałym „wykładowcą” ideologii komunistycznej, wyróżniającym się umiejętnością przekonywania. 14 X 1934 zwolniony z więzienia na czteromiesięczny urlop zdrowotny, wznowił działalność w KPP. Był sekretarzem Komitetu Okręgowego (KO) KPP Poznań-Pomorze, przez ponad rok działał w Poznaniu, Bydgoszczy i Grudziądzu. W 1935 poślubił działaczkę komunistyczną Martę Iwańską. 1935/1936 został sekretarzem KO KPP Kutno-Włocławek. W 1937 kierował Centralną Techniką KPP. 29 VII 1937 aresztowany w Łodzi i 8 III 1938 skazany na 10 lat więzienia. IX 1939 wydostał się z więzienia w Sieradzu, później udał się do Białegostoku, gdzie od 1940 był referentem kulturalno-oświatowym w zjednoczeniu fabryk garbarskich obwodowej komisji przemysłowej. W VI 1941 ewakuował się z rodziną do Mordwińskiej ASRR, gdzie pracował w kołchozie. Jesienią 1941 wstąpił ochotniczo do Armii Czerwonej. Zginął w bitwie pod Noworosyjskiem.